# العلاقات الفرنسية الليبية
العلاقات الفرنسية الليبية هي العلاقات الثنائية التي تجمع بين فرنسا وليبيا.

## مقارنة بين البلدين
هذه مقارنة عامة ومرجعية للدولتين:
| وجه المقارنة                                              | فرنسا                                                    | ليبيا                                       |
| --------------------------------------------------------- | -------------------------------------------------------- | ------------------------------------------- |
| المساحة (كم2)                                             | 643.80 ألف                                               | 1.76 مليون                                  |
| عدد السكان (نسمة)                                         | 67.12 مليون                                              | 6.37 مليون                                  |
| الكثافة السكانية (ن./كم²)                                 | 104.26                                                   | 3.62                                        |
| العاصمة                                                   | باريس                                                    | طرابلس                                      |
| اللغة الرسمية                                             | لغة فرنسية                                               | اللغة العربية، اللغة العربية الفصحى الحديثة |
| العملة                                                    | يورو، فرنك س ف ب، فرنك فرنسي، Livre tournois ‏            | دينار ليبي                                  |
| الناتج المحلي الإجمالي (بليون دولار)                      | 2.58 تريليون                                             | 50.98 مليار                                 |
| الناتج المحلي الإجمالي (تعادل القوة الشرائية) بليون دولار | 2.87 تريليون                                             | 69.32 مليار                                 |
| الناتج المحلي الإجمالي الاسمي للفرد دولار أمريكي          | 36.20 ألف                                                |                                             |
| الناتج المحلي الإجمالي للفرد دولار أمريكي                 | 39.33 ألف                                                | 15.60 ألف                                   |
| مؤشر التنمية البشرية                                      | 0.888                                                    | 0.724                                       |
| رمز المكالمات الدولي                                      | +33                                                      | +218                                        |
| رمز الإنترنت                                              | .fr، .bzh ‏، .tf، .re، .wf، .yt، .pm، .paris              | .ly                                         |
| المنطقة الزمنية                                           | أوروبا/باريس ‏، توقيت وسط أوروبا، توقيت وسط أوروبا الصيفي | ت ع م+02:00، توقيت شرق أوروبا               |

## منظمات دولية مشتركة
يشترك البلدان في عضوية مجموعة من المنظمات الدولية، منها:
| علم المنظمة | اسم المنظمة                        | تاريخ انضمام فرنسا | تاريخ انضمام ليبيا |
| ----------- | ---------------------------------- | ------------------ | ------------------ |
|             | مؤسسة التنمية الدولية              | 30 ديسمبر 1960     | 1 أغسطس 1961       |
|             | يونسكو                             | 4 نوفمبر 1946      | 27 يونيو 1953      |
|             | وكالة ضمان الاستثمار متعدد الأطراف | 28 ديسمبر 1989     | 5 أبريل 1993       |
|             | الأمم المتحدة                      | 24 أكتوبر 1945     | 14 ديسمبر 1955     |
|             | الاتحاد البريدي العالمي            | ?                  | ?                  |
|             | البنك الدولي للإنشاء والتعمير      | 27 ديسمبر 1945     | 17 سبتمبر 1958     |
|             | الاتحاد الدولي للاتصالات           | 1866               | 3 فبراير 1953      |
|             | منظمة حظر الأسلحة الكيميائية       | ?                  | ?                  |
|             | مؤسسة التمويل الدولية              | 20 يوليو 1956      | 18 سبتمبر 1958     |
|             | منظمة الشرطة الجنائية الدولية      | ?                  | ?                  |
|             | البنك الإفريقي للتنمية             | ?                  | ?                  |

## أعلام
هذه قائمة لبعض الشخصيات التي تربطها علاقات بالبلدين:
- سامي بوعجيله (ممثل فرنسي، 12 مايو 1966 – )
- عبد الوهاب المدب (كاتب فرنسي، 17 يناير 1946[19][20] – 6 نوفمبر 2014[20])

## وصلات خارجية
- موقع وزارة الخارجية الفرنسية
- موقع وزارة الخارجية الليبية